# 노랑귀박쥐속
노랑귀박쥐속(Vampyressa)은 주걱박쥐과(신세계잎코박쥐과)에 속하는 박쥐 속의 하나이다. 5종으로 이루어져 있다. 최근에는 3종을 밤피리스쿠스속(Vampyriscus)으로 이동하여 분류하고 있다. 이 두 개 속은 뼈와 치아 그리고 털 무늬 등 형태학적으로 차이가 난다.

## 하위 종
- 엘리자베스노랑귀박쥐 (Vampyressa elisabethae)[1]
- 멜리사노랑귀박쥐 (Vampyressa melissa)
- 남부작은노랑귀박쥐 (Vampyressa pusilla)
- 케추아노랑귀박쥐 (Vampyressa sinchi)[1]
- 북부작은노랑귀박쥐 (Vampyressa thyone)